# Odyssée (album de Nâdiya)
Pour les articles homonymes, voir Odyssée (homonymie).
Albums de Nâdiya
Électron libre
(2008)
Odyssée est le sixième album de Nâdiya, sorti le 22 février 2019.

## Conception
Nâdiya annonce en 2017, via les réseaux sociaux, la venue d'un nouvel album. Elle sort début 2018 le clip "Unity" un des single qui sera présent dans l'album. Odyssée sort le 22 février 2019

## Réception
Nâdiya est invitée pour présenter son album dans Touche pas à mon poste, dans À l'Affiche sur France 24 ou encore au JT de M6.  

## Liste des pistes
| 1.  | Odyssée           |  |
| 2.  | Unity             |  |
| 3.  | Top               |  |
| 4.  | Victory           |  |
| 5.  | Prelude exil      |  |
| 6.  | Exil              |  |
| 7.  | Nirvana           |  |
| 8.  | Credo             |  |
| 9.  | Game Over         |  |
| 10. | Multinationaux    |  |
| 11. | Gémélité          |  |
| 12. | Unity (Drop Mix)  |  |
| 13. | Top (Drop Mix)    |  |
| 14. | Top (Electro Mix) |  |

La chanson Unity est aussi disponible en langue arabe depuis le 17 mai 2019. Elle sort un Remix de sa chanson Unity avec Dj Van le 05 février 2021.